# Pont d'Ogern
Pont d'Ogern és un monument del municipi de Bassella (Alt Urgell) protegit com a bé cultural d'interès local.

## Descripció
El pont d'Ogern constava originàriament de quatre ulls, dels quals només se'n conserven dos a la banda dreta del riu. De la resta només se'n conserven els fonaments.
Es tractava d'un pont d'un sol vessant amb un desnivell que anava creixent de dreta a esquerra, de manera que els ulls es feien més alts i grans per salvar la diferència d'alçada entre les dues ribes.
El pont està esbiaixat sobre les aigües, possiblement per assentar-lo en l'indret on hi ha la roca del riu i per resistir millor l'empenta de l'aigua. Els pilars són de carreus regulars, igual que les dovelles que són força grosses. Els carreus de pedra es barregen amb els còdols del riu.
Es tracta d'una estructura difícil de datar. Podria ser de tradició romànica o gòtica.

## Història
Antigament, el pont d'Ogern servia per travessar la Ribera Salada, enllaçant la part d'Ogern i Oliana amb Madrona. Era l'únic pont de la zona. Francisco de Zamora, en el seu periple de 1789 diu qui l'havia fet construir: "hay -en Ogern- puente de cuatro ojos hecho a expensas de don Antonio Pongem, comerciante de Barcelona".

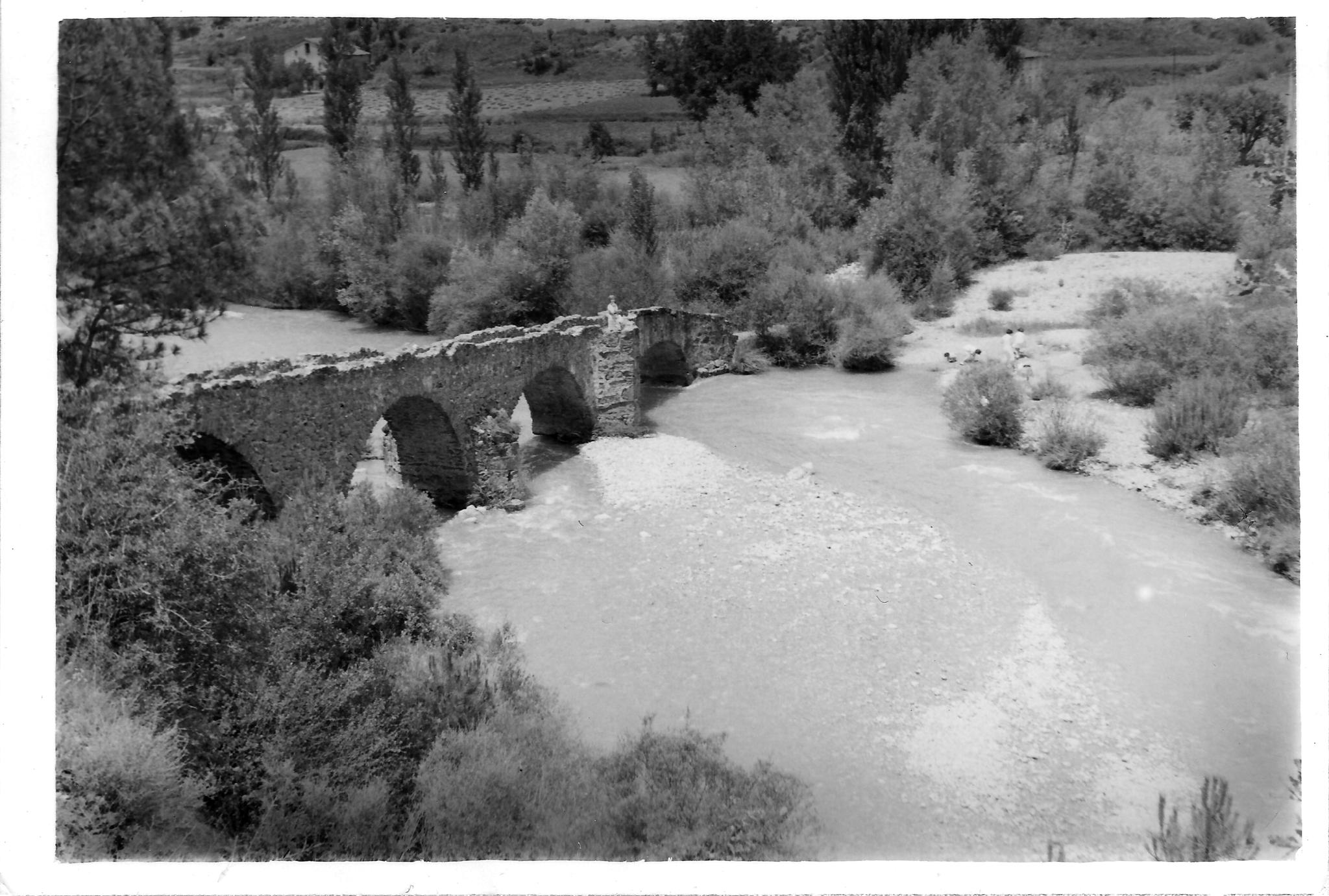
El pont l'any 1964